# Maxime Rodinson
Maxime Rodinson (Parigi, 26 gennaio 1915 – Marsiglia, 23 maggio 2004) è stato un islamista francese con interessi storici, sociologici, a lungo interpretati alla luce delle teorie marxiste che egli condivideva.
Figlio di un ebreo russo-polacco commerciante di tessuti morto ad Auschwitz con sua moglie, Maxime Rodinson studiò lingue orientali e, dopo aver lavorato a Beirut presso il Service des Antiquités, nel 1955 divenne, per volere di Marcel Cohen, docente di Etiopico e Sud-arabico (tra cui il ge'ez, la lingua liturgica dei cristiani monofisiti d'Etiopia) all'EPHE (École Pratique des Hautes Études alla Sorbona di Parigi). Diresse anche la rivista Moyen Orient.
Aderì al Partito Comunista Francese nel 1937 per "ragioni morali". Ripensò più tardi la sua posizione dopo la svolta stalinista del Partito e fu espulso dal PCF nel 1958. Sul tema scrisse più tardi un libro autocritico sulla sua militanza comunista (senza però rinnegare i suoi ideali socialisti) che volle chiamare De Pythagore à Lénine (Parigi, Fayard, 1993).
Fu autore di una ricca serie di lavori di spiccata originalità, tutti condotti sul filo del massimo rispetto per le fonti originali, interpretate alla luce della corretta metodologia del comparativismo storico. Tra essi assai nota è la biografia del profeta dell'Islam, "Mahomet", in cui dispiegò una brillante interpretazione in chiave sociologica del fenomeno islamico.
Rodinson divenne assai noto in Francia quando espresse alcune sue perplessità circa lo Stato di Israele, di cui contestava l'humus sionista, e ciò a dispetto della sua origine ebraica. In particolare criticò la politica degli insediamenti agricoli nei Territori Occupati dopo la guerra dei sei giorni.

## L'Islam da un punto di vista sociologico
Il lavoro di analisi dell'Islam svolto da Rodinson si basava su una combinazione delle teorie marxiste e sociologiche. Riguardo al marxismo affermò che lo aveva aiutato ad:
Il suo primo libro sull'argomento riguardò Maometto ("Muhammad", 1960). Questo tentativo si distingue da altri in quanto studio razionalista che cercava di spiegare le motivazioni economiche e sociali all'origine dell'Islam.
In "Islam e capitalismo" (Islam et capitalisme, 1966), titolo che faceva eco alla famosa tesi di Max Weber sullo sviluppo contemporaneo in Europa di capitalismo e Protestantesimo, cercò di superare due pregiudizi: il primo, diffuso in Europa, secondo cui l'Islam è un freno allo sviluppo del capitalismo; il secondo, diffuso tra i musulmani, secondo cui l'Islam è egualitario. Pone, inoltre, grande enfasi sugli elementi sociali, vedendo l'Islam come un fattore neutrale.
Nei successivi lavori sull'Islam si occupò soprattutto della relazione tra la dottrina ispirata da Maometto e le strutture economiche e sociali del mondo musulmano.
Muore a Marsiglia all'età di 89 anni, il 23 maggio 2004

## Opere

### In italiano
- 1967: Gli Arabi, Torino, Einaudi
- 1968: Islam e capitalismo, Torino, Einaudi
- 1969: Israele e il rifiuto arabo, Torino, Einaudi
- 1972: Maometto, Torino, Einaudi
- 1988: Il fascino dell'Islam, Bari, Dedalo

### In francese
- 1949: Recherches sur les documents arabes relatifs à la cuisine. Paris, Geuthner (estratto della Revue des études islamiques, vol. XVII).
- 1957: L'Arabie avant l'islam, in Histoire universelle. T. II, Paris, Gallimard («Encyclopédie de la Pléiade»), pp. 3–36 e 1637-1642.
- 1961: Mahomet. Paris, Club français du livre; édition revue et augmentée: 1968, Seuil («Politique»).
- 1962: La lune chez les Arabes et dans l'Islam, in La Lune, mythes et rites. Paris, Seuil, pp. 151–215.
- 1963: "Les Sémites et l'alphabet", Les écritures sud-arabiques et éthiopiennes e Le monde islamique et l'extension de l'écriture arabe, in L'Écriture et la psychologie des peuples. Paris, Armand Colin, pp. 131–146 e 263-274.
- 1966: Islam et capitalisme. Paris, Seuil.
- 1967: Magie, médecine et possession à Gondar. Paris-La Haye, Mouton.
- 1967: «Israël, fait colonial ?», Les Temps Modernes, n° 253 bis, pp. 17–88.
- 1968: Israël et le refus arabe, 75 ans d'histoire. Paris, Seuil («L'Histoire immédiate»).
- 1972: Marxisme et monde musulman. Paris, Seuil.
- 1974: (in collaborazione con J. Berque, J. Couland, L.-J. Duclos e J. Hadamard) Les Palestiniens et la crise israélo-arabe. Textes et documents du Groupe de recherches et d'action pour le règlement du problème palestinien (GRAPP), 1967-1973. Paris, Éditions sociales.
- 1979: Les Arabes. Paris, PUF.
- 1980: La Fascination de l'Islam, Paris, Maspero («Petite collection»).
- 1981: Peuple juif ou problème juif ? Paris, Maspero («Petite collection»).
- 1993: L'Islam: politique et croyance. Paris, Fayard.
- 1993: De Pythagore à Lénine: des activismes idéologiques. Paris, Fayard.
- 1998: Entre Islam et Occident (entretiens avec Gérard D. Khoury). Paris, Les Belles Lettres.